# Gênero neutro
Em linguística, gênero (português brasileiro) ou género (português europeu) neutro é um gênero gramatical, paralelo ao masculino e o feminino. Presente na maioria das línguas indo-europeias, junto ao masculino e o feminino ou o comum, o neutro pode ter sido originalmente usado em relação a objetos inanimados, cujo gênero lógico ("real" ou "natural") não pode ser determinado.
A palavra neuter, usado em inglês para o gênero gramatical neutro, difere de gender-neutral ou neutral gender, que refere-se ao lexema adjetivo gênero-neutro, que tem significado de ser neutro de gênero ou neutro em gênero. Neuter é algumas vezes traduzido como assexuado, sendo assexuadas também usado na linguística para palavras sem gênero natural, cujo gênero não apresenta marcação gramatical. O termo "gênero neutro", mais recentemente, vem sido usado também para designar a linguagem neutra por neologismos, inclusive no francês.
Alguns idiomas que já possuíam neutro como gênero gramatical, como polaco e russo, passaram a usar neologismos para contornar a inanimicidade.

## Língua portuguesa
A neutralização de linguagem em língua portuguesa acontece, na maioria das vezes, usando o masculino genérico, havendo exceções de palavras, que sejam de substantivo sobrecomum ou comum de dois gêneros (binários). No caso dos pronomes mostrativos (ou demonstrativos) — o proximal ("isto"), o medial ("isso") e o distal ("aquilo") —, eles são neutros, outras vezes considerados masculinos, mas invariáveis, ou de gênero indeterminado; porém, não são usados para seres animados ou humanos. Certos pronomes indefinidos, como "tudo", "algo", "alguém", "nada", "ninguém" ou "outrem", também seriam de gênero neutro ou impessoal, entretanto podem perder sua neutralidade ao concordarem com adjetivos masculinos, ou femininos, por exemplo. O gênero feminino seria considerado o gênero marcado e o masculino o não marcado ou inespecífico.
Sabendo que o masculino nem sempre representa todas as pessoas, especialmente aquelas que são femininas ou neutras de gênero, tenta-se reforçar a inclusão de mulheres e pessoas não binárias, através das propostas de linguagem não sexista ou neolinguagem de gêneros gramaticais, com as flexões léxicas, como por exemplo em "todos, todas e todes", neopronomes neutros de terceira pessoa "ile" e "elu", em vez de "ela" e "ele", e perífrases para evitar neologismos, como em "todos os indivíduos", seguindo concordâncias.
Muitas palavras, que já eram neutras de gênero, acabam passando por feminilização, por exemplo, em "chefe" versus "chefa", na qual chefe transforma-se numa palavra associada ao gênero masculino. A ambiguação pela letra "æ", classificada como morfema nulo por alguns, também propõe neutralização para esses casos.
Algumas palavras invariáveis em gênero são naturalmente epicenas ou sobrecomuns, como por exemplo, em "animal", "pessoa", "indivíduo" e "ser", sem precisarem de um neologismo para serem neutras (agenerizadas/agenerificadas ou desgenerizadas/desgenerificadas). Há também substantivos de gênero vacilante, que é o caso de "moral" e "capital". Semelhantemente, em castelhano classificam-se como de género ambíguo.
As propostas de neolinguagem de gênero também trazem um desvencilhamento para com os gêneros gramaticais e naturais, o que leva alguns ativistas pela causa de pronome neutro a advogar pelo estabelecimento oficial do gênero neutro, como por exemplo, nos sistemas elu e ilu, que baseiam-se no pronome neutro do latim illud (nom. n. sing.). Há outros neopronomes além desses, como "elx" e "el@", com neolinguagens específicas e flexão de gênero seletiva, sem um sistema pronominal estabelecido, porém não é possível afirmar até que ponto eles são uma visibilização ambiguamente unicizada das binaridades endossexos ou uma neutralidade monólita para representar um gênero paralelo neutro, isto é, completamente separado dos masculino e feminino.